# Constituția Greciei din 1864
Constituția grecească din 1864 a fost adoptată de a doua Adunare Națională a Elenilor care a avut loc la Atena (1863 - 1864), adresându-se alegerii unui nou conducător. De asemenea ea a organizat viața politică națională până la introducerea a doua Republicii Elene în 1924 și elaborarea unei noi constituții în 1925. Constituția grecească din 1864 este modelată pe cea belgiană din 1831 și Constituția daneză din 1849.
Constituția din 1864 stabilește în mod clar principiul suveranității populare și oferă întreaga puterea legislativă Parlamentului. Articolul 71 din Constituție interzice acumularea funcțiilor de parlamentar cu cele de funcționar public sau primar, dar nu cu și cu cele din cadrul armatei.

## Legături externe
- Textul constituției pe site-ul parlamentului Greciei